# Beli potok (Belca)
Beli potok je gorski potok, ki izvira na jugozahodnem pobočju gore Kepa v Karavankah in se izliva v potok Belca, ta pa se pri naselju Belca pri Mojstrani kot levi pritok izliva v Savo Dolinko.